# Cratere Calistoga
Calistoga è un cratere sulla superficie di Gaspra.